# 德川齊昭
德川齊昭（日语：／ Tokugawa Nariaki，1800年—1860年）是常陸國水戶藩的第九代藩主，因此又稱水戶齊昭。幼名虎三郎、敬三郎，字子信，号景山、潛龍閣，諡号烈公。
第15代將軍（日本末代征夷大將軍）德川慶喜的生父。他是水戶藩第七代藩主德川治紀的第三子。神號「押健男國之御楯命」、「奈里安紀良之命」。官至從三位權中納言，後追贈正一位大納言。
齊昭為強硬的尊王攘夷派，在藩政改革上十分成功，成為幕府末期的名主之一，但由於將軍繼嗣之爭和與井伊直弼的政治之爭失敗，受到永蟄居的命令，最後死去。

## 生涯

### 繼承家督
寬政十二年（1800年）三月十一日，出生在水戶德川家江戶小石川藩邸，為第七代藩主德川治紀的三男，母親為側室永（外山氏，瑛想院）。年幼時向會澤正志齋學習水戶學，展現了聰明。
文政十二年（1829年），長兄八代藩主德川齊脩去世，因為沒有子嗣，門閥派以養嗣子的身分迎接第十一代將軍德川家齊的二十子恒之丞（後來的德川齊彊）來做藩主，因為恒之丞為齊脩的正室峰姬的異母弟。不過，水戶藩士猛烈反彈，下士層擁立虎三郎，於是虎三郎改名為敬三郎，並於十一月繼任成為第九代藩主，之後改名為齊昭。

### 藩政改革
天保二年（1831年），三十一歲的齊昭與二十七歲的有栖川宮織仁親王的皇女登美宮吉子結婚，而吉子的姊姊樂宮喬子女王就是十二代將軍德川家慶的正室。
齊昭致力於藩政，設立藩校弘道館，壓制門第派，任用下士層的藩士，諸如戸田忠太夫、藤田東湖、安島帶刀、會澤正志齋、武田耕雲齋及青山拙齋等人開始進行藩政改革。
一般認為齊昭的改革對水野忠邦的天保改革有著一些影響力。天保八年（1837年）七月，齊昭提出了「經界的義」（全領檢地）、「主著的義」（藩士的土著）、學校的義（藩校弘道館及鄉校建設）、「總交替的義」（幕府定府制的廢止）。同時，實施被稱為「追鳥狩」的大規模軍事訓練，並且為了救濟農村設置稗倉，還有對幕府建議蝦夷地開荒和大船建造的禁令解除等。
可是，在弘化元年（1844年），齊昭四十四歲時，因為鐵砲齊射事件，連帶被問罪前年的佛教壓制事件等，齊昭依照幕府的命令將家督之位轉讓給和正室吉子所生的嫡長子，十二歲的德川慶篤，外加強制隱居、被命令謹慎處分。之後，水戶藩門閥派的結城寅壽掌握實權而進行專橫政治。不過，由於支持齊昭的下士層所做的復權運動，弘化三年（1846年）時解除謹慎命令，嘉永二年（1849年）時，齊昭也被默許可干預藩政。

### 幕政參與
嘉永六年（1853年）六月，在培里來航時，因為老中首座阿部正弘的請求作為海防參與開始涉及幕府政治。不過，從水戶學立場的齊昭主張強硬的攘夷論。安政二年（1855年），參予軍制改革。同年，發生「安政大地震」，藤田東湖和戶田忠太夫等智囊不幸罹難。安政四年（1857年），阿部正弘去世，和堀田正睦成為實際的老中首席，對於开国论強烈反對，因此與推進开国的井伊直弼對立。
之後的十三代將軍德川家定的將軍繼嗣問題，擁立兒子一橋慶喜形成「一橋派」的齊昭和擁立德川慶福形成「南紀派」的井伊直弼正面對立，可是齊昭在這個政治鬥爭輸了。安政五年（1858年），成為大老的井伊直弼獨斷的簽訂了日美友好通商條約，而南紀派的德川慶福（德川家茂）也成為十四代將軍。
安政六年（1859年），由於將軍繼嗣及條約簽字的問題，齊昭和越前藩主松平慶永（春嶽）、尾張藩主德川慶恕、兒子一橋家家督一橋慶喜不時擅自登城（江戶城）抗議，詰問井伊直弼，最後反被直弼命令了永久蟄居（安政大獄）。

### 終局
萬延元年（1860年）八月十五日，蟄居處分仍然沒有解除，齊昭卻因為心肌梗塞突然逝世，享年六十一歲。由於同年三月發生了櫻田門外之變導致井伊直弼之死，因此傳出了齊昭是被井伊的彥根藩士暗殺的謠言。
墓在茨城縣常陸太田市的瑞龍山。

## 官職位階履歷
※日期＝到明治5年12月2日前為舊曆
- 寬政十二年（1800年）三月十一日，誕生。幼名虎三郎。
- 文政十二年（1829年）十月，成為繼承人。改名為敬三郎。十一月，成為水戶德川家的家督，繼任為藩主。十一月十八日，敘從三位，任左近衛權中將，兼任左衛門督。
- 文政十三年（1830年）十二月一日，參議補任。
- 天保八年（1837年）二月二十八日，權中納言轉任。
- 天保十五年（1844年）五月六日，隱居。
- 萬延元年（1860年）八月十五日，逝世。
- 文久二年（1862年）閏八月五日，贈從二位權大納言。
- 明治二年（1869年）十二月二十日，追贈從一位。
- 明治三十六年（1903年）六月二十七日，追贈正一位。

## 人物
- 個性急躁，這點可從身後受封「烈公」這般特殊的諡号看出一二；甚至曾用在床邊兩側擺放剃刀的極端方式矯正年幼的德川慶喜的睡相。
- 雖然以改革籓政的賢侯之姿聞名，但在平民政策上主張「百姓完全不需要學問(百姓に学問など全く不要だ)」、「只需懂得認真耕田就夠了(ただひたすら農耕に励んでさえいればよい)」的露骨愚民政策，並在書信中蔑稱農民為「愚民」、「頑民」。
- 當時少見的文武全才，自創了神發流砲術、常山流薙刀術等武術，並在弘道館內親自指導。
- 由於容貌出眾，據說是生涯豔遇不斷的艷福家，本身也流傳諸多好色的傳說，不但有與養母身邊的大奧出身、照禮法需保持處女之身的侍女發生關係的傳聞，長子慶篤的第一任妻子線姬的驟逝更流傳著是遭到公公齊昭侵犯而自殺的說法。
- 參與幕政期間，常在與大奧內的將軍女眷交流時口出足以視為性騷擾的言語，並屢次指責大奧浪費並批判與大奧關係密切的佛教寺廟，因此在大奧中的風評不佳，這在後來導致了其子德川慶喜繼承將軍時的阻力。
- 子女多達37人，成年者幾乎都入主他籓成為籓主及嫁給其他籓主成為正室。
- 雖然是堅定鎖國論者，但對西洋的事物卻有很高的興趣；並且是當時風氣下少見的肉食與牛奶愛好者，並在自著的料理書『食菜祿』中稱牛奶為增強精力的食物。

## 家系
- 正室：登美宮吉子（有栖川宮織仁親王之女）
  - 長男：德川慶篤 - 水戶藩主
  - 次男：次郎麿
  - 五女：唯姬
  - 七男：德川慶喜（昭致） - 一橋德川家當主、第15代征夷大將軍
- 側室：古與（糸魚川藩家臣萩原恊盛之女）
  - 長女：賢姬（佐加子） - 宇和島藩主伊達宗城婚約者
  - 次女：色許姬
  - 三女：祝姬（欽子、本岐姬） - 家老山野邊義正（日语：山野辺義正）室
- 側室：貞子（仙洞御所侍從松波光寧之女）
  - 三男：三郎麿
  - 六女：松姬（明子） - 盛岡藩主南部利剛（日语：南部利剛）室
  - 五男：池田慶徳（日语：池田慶徳）（昭德）- 鳥取藩主
  - 九男：池田茂政（日语：池田茂政）（昭休）- 岡山藩主
  - 九女：八代姬（孝子） - 仙台藩主伊達慶邦（日语：伊達慶邦）室
  - 十二男：二麿
- 側室：直（家老山野邊義質（日语：山野辺義質）之女、德川宗翰曾孫）
  - 四女：比呂姬
  - 四男：四郎麿
  - 七女：庸姬
  - 八男：松平直侯（日语：松平直侯）（昭融） - 川越藩（日语：川越藩）主
  - 八女：一葉姬
  - 十男：松平武聰（日语：松平武聰）（昭音） - 濱田藩主
  - 十三男：三麿
- 側室：登聞（柳原中納言隆光之女）
  - 六男：六郎麿
- 側室：利子（水戶藩士立原杏所（日语：立原杏所）之女）
  - 十女：靜姬
  - 十一男：喜連川縄氏（日语：喜連川縄氏）（昭繩） - 喜連川藩主
- 側室：萬里小路睦子（萬里小路大納言建房之女）
  - 十四男：松平昭訓（日语：松平昭訓）
  - 十一女：茂姬（貞子） - 有栖川宮熾仁親王室
  - 十七男：土屋舉直（日语：土屋挙直）（昭邦） - 土浦藩主
  - 十八男：德川昭武（昭德） - 水戶藩主
  - 二十男：廿麿
  - 二十二男：松平頼之（日语：松平頼之）（昭鄰） - 守山藩主
- 側室：德子（高丘參議永季之女）
  - 十五男：五麿
  - 十六男：松平忠和（日语：松平忠和 (島原藩主)）（昭嗣） - 島原藩主
  - 十二女：愛姬 - 高岡藩（日语：高岡藩）主井上正順（日语：井上正順）室
  - 二十一男：廿一麿
- 側室：道子（旗本高橋重賢（日语：高橋重賢）之女）
  - 十三女：久姬
- 側室：悦子（旗本高橋高明之女）
  - 十九男：松平喜徳（日语：松平喜徳）（昭則） - 會津藩主
  - 十四女：寧姬
  - 十五女：正姬 - 池田徳澄（日语：池田徳澄）室

## 登場作品
影視劇
- 建国史 尊王攘夷（日语：建国史 尊王攘夷）（1927年、日活、演：山本嘉一）
- 花之生涯（日语：花の生涯 彦根篇 江戸篇）（1953年、松竹、演：市川小太夫）
- 櫻田門（1961年、大映、演：中村鴈治郎（日语：中村鴈治郎 (2代目)））
- 花之生涯（日语：花の生涯 (NHK大河ドラマ)）（1963年、NHK大河劇、演：嵐寛壽郎（日语：嵐寛寿郎））
- 大奧（1968年、KTV、演：田村八十助）
- 天皇的世紀（日语：天皇の世紀#第一部（テレビドラマ））（1971年、ABC、演：三島雅夫）
- 花之生涯（日语：花の生涯 (1974年のテレビドラマ)）（1974年、NTV、演：山形勳（日语：山形勲））
- 服部半藏 影之軍團（日语：服部半蔵 影の軍団#影の軍団IV）（1985年、KTV、演：中山昭二）
- 斬絕江戶（日语：江戸を斬る）（1987年、TBS、演：森繁久彌）
- 花之生涯 井伊大老與櫻田門（日语：花の生涯 井伊大老と桜田門）（1988年、TX、演：佐藤慶）
- 宛如飛翔（1990年、NHK大河劇、演：金子信雄）
- 動天（日语：動天）（1991年、東映、演：芦田伸介）
- 御影同心 鬼子侍（1991年、ANB、演：高橋英樹）
- 尾張幕末風雲錄（1998年、TX、演：藤田真（日语：藤田まこと））
- 德川慶喜（1998年、NHK大河劇、演：菅原文太）
- 篤姬（2008年、NHK大河劇、演：江守徹）
- 櫻田門外之變（日语：桜田門外ノ変#映画）（2010年、東映、演：北大路欣也）
- 八重之櫻（2013年、NHK大河劇、演：伊吹吾郎）
- 西鄉殿（2018年、NHK大河劇、演：伊武雅刀）
- 直衝青天（2021年、NHK大河劇、演：竹中直人）

## 相關人物
- 戸田忠太夫（日语：戸田忠太夫）
- 安島帶刀（日语：安島帯刀）
- 武田耕雲齋（日语：武田耕雲斎）
- 青山拙齋（日语：青山拙斎）
- 藤田東湖
- 會澤正志齋
- 立原翠軒（日语：立原翠軒）